# Mwadi Mabika
Mwadi Marie Mabika (ur. 27 lipca 1976 w Kinszasie) – kongijska koszykarka, grająca na pozycjach rzucającej lub niskiej skrzydłowej, posiadająca także amerykańskie obywatelstwo, olimpijka, mistrzyni Afryki, dwukrotna mistrzyni WNBA.
Do Stanów Zjednoczonych sprowadził ją Dikembe Mutombo wraz ze swoim bratem Tshitingo. W 2011 otrzymała obywatelstwo tego kraju.

## Osiągnięcia
Na podstawie, o ile nie zaznaczono inaczej.

### WNBA
- Mistrzyni WNBA (2001, 2002)
- Wicemistrzyni WNBA (2003)
- Uczestniczka meczu gwiazd :
  - WNBA (2000, 2002)
  - The Game at Radio City (2004)
- Zaliczona do I składu WNBA (2002)
- Jedna z:
  - kandydatek do WNBA All-Decade Team
  - finalistek przy wyborze do składu WNBA Top 20@20 (2016)
- Rekordzistka WNBA w najwyższej liczbie punktów (12) zdobytych w dogrywce (Los Angeles vs. San Antonio, 2 lipca 2004)

### Inne
Drużynowe
- Mistrzyni:
  - Światowej Ligi FIBA (2003)
  - Rosji (2004)
- Wicemistrzyni:
  - Rosji (2003, 2005)
  - Izraela (2007)
- Finalistka pucharu Rosji (2004)
- Uczestniczka rozgrywek:
  - Euroligi (2003–2005)
  - EuroCup (2006/2007)

Reprezentacja
- Mistrzyni Afryki (1994)
- Wicemistrzyni igrzysk afrykańskich (2003)
- Uczestniczka:
  - igrzysk olimpijskich (1996 – 12. miejsce)
  - mistrzostw:
    - Afryki (1994, 2005 – 4. miejsce, 2007 – 7. miejsce)
    - mistrzostw świata U–19 (1993 – 10. miejsce)
- MVP mistrzostw Afryki (1994)